# Carlos Velasco Carballo
Carlos Velasco Carballo (Madrid, 16 de marzo de 1971) es un exárbitro de fútbol de la Primera División de España. Pertenecía al Comité de Árbitros de la Comunidad de Madrid. Actualmente es el presidente del Comité Técnico de Árbitros de la Real Federación Española de Fútbol.

## Trayectoria
Debutó en Primera División de España el 11 de septiembre de 2004 en el encuentro entre el Fútbol Club Barcelona y el Sevilla Fútbol Club (2-0).
Dirigió el partido de vuelta de la Supercopa de España de 2009 entre el Fútbol Club Barcelona y el Athletic Club (3-0).
El 30 de mayo de 2015 fue el encargado de dirigir la final de la Copa del rey entre el Athletic Club y el Fútbol Club Barcelona (1-3). Ese mismo año, el 17 de agosto de 2015 dirigió el partido de vuelta de la Supercopa de España de 2015 entre el Fútbol Club Barcelona y el Athletic Club (1-1).
Tras doce temporadas, se retiró en la temporada 2015/16. El último encuentro que dirigió fue el Valencia Club de Fútbol-Real Sociedad de Fútbol (0-1) el 13 de mayo de 2016.

## Internacional
El 1 de enero de 2008 adquirió la escarapela FIFA, que estrenó en partido internacional, en un amistoso entre Israel y Chile el 26 de marzo de 2008 (1-0). Su debut como internacional en partido de clubes fue el 30 de julio de 2008 entre el Anorthosis y el SK Rapid Wien (3-0). En la temporada 2008/09 arbitró el clásico del fútbol rumano correspondiente a la Liga I entre el Steaua y el Dinamo (1-0). El día 18 de mayo de 2011 arbitró la final de la Europa League entre el FC Oporto y el Sporting Braga disputada en Dublín (1-0).
Velasco Carballo fue uno de los 12 colegiados europeos designados por la UEFA que arbitraron en la Eurocopa de 2012 en Polonia y Ucrania. Dirigió el partido inaugural de la Eurocopa 2012 el 8 de junio entre Polonia y Grecia (1-1). Además arbitró el Dinamarca - Alemania (1-2).
En 2014, fue uno de los 25 árbitros seleccionados por la FIFA que arbitraron en la Copa Mundial de Fútbol de 2014 que se celebró en Brasil. Allí arbitró 3 encuentros: Uruguay - Inglaterra (2-1), el 19 de junio (grupo D); Bosnia - Irán (3-1), el 25 de junio (grupo F), y  Colombia - Brasil (1-2), el 4 de julio (cuartos de final), partido por el que fue duramente criticado, anulando un gol al defensa colombiano Mario Alberto Yepes.
El 16 de febrero de 2016 arbitró el partido entre Paris Saint-Germain y Chelsea por la ida de los octavos de final de la Liga de Campeones de la UEFA 2015-16 en el Parc des Princes; el resultado terminó 2-1 a favor del equipo francés.
Fue uno de los 18 colegiados europeos designados por la UEFA que arbitraron en la Eurocopa de 2016 en Francia. Dirigió los partidos de fase de grupos en los que se enfrentaron Albania y Suiza (0-1) y Eslovaquia e Inglaterra (0-0). También fue el encargado de arbitrar el partido de octavos entre Croacia y Portugal (0-1), el que sería su último partido oficial en su carrera arbitral.
| Eurocopa 2012       | Eurocopa 2012        | Eurocopa 2012 | Eurocopa 2012  |
| Fecha               | Partido              | Resultado     | Ronda          |
| ------------------- | -------------------- | ------------- | -------------- |
| 8 de junio de 2012  | Polonia – Grecia     | 1-1           | Fase de grupos |
| 17 de junio de 2012 | Dinamarca – Alemania | 1-2           | Fase de grupos |

| Copa Mundial de fútbol de 2014 | Copa Mundial de fútbol de 2014 | Copa Mundial de fútbol de 2014 | Copa Mundial de fútbol de 2014 |
| Fecha                          | Partido                        | Resultado                      | Ronda                          |
| ------------------------------ | ------------------------------ | ------------------------------ | ------------------------------ |
| 19 de junio de 2014            | Uruguay – Inglaterra           | 2-1                            | Fase de grupos                 |
| 25 de junio de 2014            | Bosnia y Herzegovina – Irán    | 3-1                            | Fase de grupos                 |
| 4 de julio de 2014             | Brasil – Colombia              | 2-1                            | Cuartos de final               |

| Eurocopa 2016       | Eurocopa 2016           | Eurocopa 2016 | Eurocopa 2016    |
| Fecha               | Partido                 | Resultado     | Ronda            |
| ------------------- | ----------------------- | ------------- | ---------------- |
| 11 de junio de 2016 | Albania – Suiza         | 0-1           | Fase de grupos   |
| 20 de junio de 2016 | Eslovaquia – Inglaterra | 0-0           | Fase de grupos   |
| 25 de junio de 2016 | Croacia – Portugal      | 0-1           | Octavos de final |

## Presidencia del CTA
El día 23 de mayo de 2018, fue elegido presidente del Comité Técnico de Árbitros de la Real Federación Española de Fútbol. Sustituyó a Victoriano Sánchez Arminio, cesado por Luis Rubiales, quien había estado más de dos décadas dirigiendo el colectivo. Cuando Velasco Carballo llegó al cargo, estaba trabajando para LaLiga con la implantación del VAR en el fútbol español.

## Premios
- Silbato de oro de Segunda División (1): 2004
- Silbato de oro de Primera División (1): 2009
- Trofeo Vicente Acebedo (1): 2011
- Trofeo Guruceta (1): 2013